# Pavle Ninkov
Pavle Ninkov (Belgrado, 20 de abril de 1985) é um futebolista profissional sérvio que atua como defensor.

## Carreira
Pavle Ninkov começou a carreira no Železničar Beograd.